# 鹿島警察署
鹿島警察署（かしまけいさつしょ）は、佐賀県警察が管轄する警察署の一つで、杵藤地区に属する。

## 概要
鹿島市・嬉野市・藤津郡太良町の2市1町を管轄している。2006年（平成18年）1月1日に嬉野市が発足するまでは鹿島市・藤津郡塩田町・同太良町の1市2町を管轄していた。
2006年（平成18年）4月1日に嬉野警察署と統合したことで、旧嬉野町が鹿島警察署の管轄区域に編入され、鹿島警察署の管轄面積が拡大した。

## 管轄区域
- 鹿島市
- 嬉野市
- 藤津郡太良町

## 所在地
- 佐賀県鹿島市大字中村900番地15

## 沿革
- 1878年（明治11年）
  - 1月18日 - 佐賀警察出張所管下の高津原屯所・塩田分屯所が「佐賀警察署管下 高津原分署・塩田分署」となる。
  - 10月18日 - 塩田分署を廃止。嬉野分署を設置。
- 1884年（明治17年）
  - 5月27日 - 塩田分署・糸岐分署を設置。
  - 10月22日 - 浜分署を設置。
- 1886年（明治19年）
  - 3月25日 - 「鹿島警察署」として独立。嬉野・塩田・糸岐・浜の4分署を所管。
  - 5月 - 高津原3321番地のロに庁舎が完成。
- 1888年（明治21年）3月 - 塩田分署と浜分署を廃止。
- 1896年（明治29年）4月 - 嬉野分署が嬉野警察署として独立。
- 1897年（明治30年）1月 - 嬉野警察署を統合の上、再び「嬉野分署」とする。
- 1924年（大正13年）12月 - 糸岐分署を部長派出所とする。
- 1926年（大正15年）7月1日 - 嬉野分署が分離の上、嬉野警察署として独立。
- 1931年（昭和6年）6月 - 高津原4296-7に木造スレート瓦葺き2階建ての庁舎が完成し、移転を完了。
- 1948年（昭和23年）3月7日 - 藤津郡内の警察署は以下のように分離。
  - 自治体警察 - 鹿島町警察署、浜町警察署、塩田町警察署
  - 国家地方警察 - 藤津地区警察署
- 1951年（昭和26年）10月1日 - 自治体警察が廃止され、以下の警察署に改組される。
  - 国家地方警察 - 「鹿島地区警察署」
  - 塩田に警部派出所、浜町と糸岐には警部補派出所を設置。
- 1954年（昭和29年）7月1日 - 警察法改正により、「佐賀県警察 鹿島警察署」となる。
  - 塩田町と糸岐に部長派出所を、浜町に巡査派出所を設置。
- 1959年（昭和34年）8月17日 - 塩田と浜の派出所を駐在所に変更。
- 1968年（昭和43年）5月2日 - 鹿島市大字中村字水深1993-1に鉄筋コンクリート造2階建ての庁舎が完成し、移転を完了。
- 2006年（平成18年）4月1日 - 警察署の再編計画により嬉野警察署を統合[1]。
- 2016年（平成27年）4月 - 新庁舎に移転を完了。

旧・嬉野警察署
- 1878年（明治11年）10月18日 - 佐賀警察署管下塩田分署を移転して、「嬉野分署」が設置される。当初の庁舎は民家に仮設される。
- 1881年（明治14年）2月 - 民家を買い上げる。
- 1895年（明治28年）3月 - 庁舎を新築（西嬉野村大字下宿字楓ノ木2817番地）。
- 1896年（明治29年）4月 - 「嬉野警察署」として独立。
- 1897年（明治30年）1月 - 再び「嬉野分署」となる。
- 1926年（大正15年）7月1日 - 「嬉野警察署」として独立。
- 1941年（昭和16年）2月 - 大字下宿乙643番地に庁舎が完成し、移転を完了。
- 1948年（昭和23年）3月7日 - 藤津郡内の警察署は以下のように分離。吉田村は鹿島町警察署の所管となる。
  - 自治体警察 - 嬉野町警察署（庁舎2階には国家地方警察 藤津地区警察署 嬉野支署が置かれたこともある）
  - 国家地方警察 - 藤津地区警察署
- 1951年（昭和26年）10月1日 - 自治体警察が廃止され、以下の警察署に改組される。
  - 国家地方警察 - 「嬉野地区警察署」- 嬉野町・吉田村の所管となる。
- 1954年（昭和29年）7月1日 - 警察法改正により、「佐賀県警察 嬉野警察署」となる。
- 2006年（平成18年）4月1日 - 警察署の再編計画により鹿島警察署に統合され、「嬉野幹部派出所」となる。

## 組織
- 警務課
  - 警務係
  - 被害者支援係
  - 術科指導係
  - 留置管理係
- 会計課
  - 会計係
- 生活安全課
  - 生活安全係
  - 生活安全捜査係
- 地域第一課
  - 地域捜査係
  - 地域係
  - 自動車警ら係
- 地域第二課（嬉野幹部派出所に設置）
  - 地域係
  - 自動車警ら係
- 刑事課
  - 刑事第一係
  - 刑事第二係
  - 鑑識係
- 交通課
  - 指導・規制係
  - 事故捜査係
- 警備課
  - 警備係

## 幹部派出所

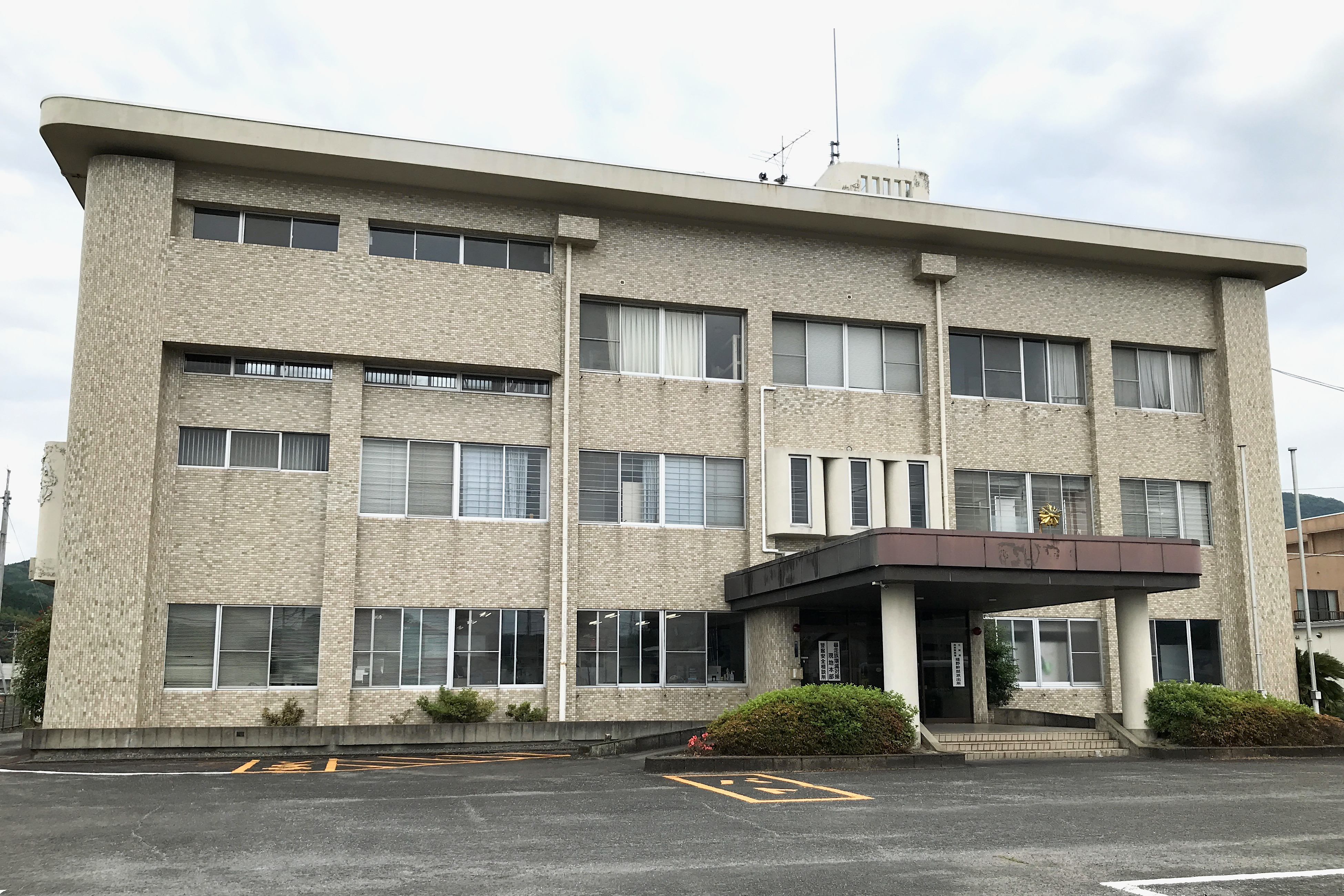
嬉野幹部派出所。旧嬉野警察署時代からの建物。

### 嬉野市
- 嬉野幹部派出所（嬉野市嬉野町大字下宿甲4730-2） - 旧嬉野警察署。いわゆる幹部交番としての運用が行われる。

## 交番

### 鹿島市
- 鹿島中央交番（鹿島市大字高津原3932-1）

### 太良町
- 太良交番（藤津郡太良町大字糸岐1039-6）

## 駐在所

### 嬉野市
- 今寺警察官駐在所（嬉野市嬉野町大字下宿甲1690-1）
- 不動山警察官駐在所（嬉野市嬉野町大字不動山甲340-2）
- 吉田警察官駐在所（嬉野市嬉野町大字吉田丁3633-1）
- 久間警察官駐在所（嬉野市塩田町大字久間甲617-3）
- 塩田警察官駐在所（嬉野市塩田町大字馬場下甲738-1）
- 大草野警察官駐在所（嬉野市塩田町大字大草野丙2208-1）
- 五町田警察官駐在所（嬉野市塩田町大字谷所乙3009-4）

### 鹿島市
- 辻警察官駐在所（鹿島市大字山浦甲1638-3）
- 古枝警察官駐在所（鹿島市古枝甲1465-12）
- 浜警察官駐在所（鹿島市浜町1272-1）
- 七浦警察官駐在所（鹿島市大字音成1922-24）

### 太良町
- 大浦警察官駐在所（藤津郡太良町大字大浦丁371-3）